# Geek rock
El geek rock (también conocido como nerd rock) es un subgénero musical derivado del rock alternativo. Este término es aplicado a una amplia gama de música alternativa, por lo que es un género que se define más por la personalidad y el modo de vestir de aquellos que tocan, que por la música que interpretan.
Sin embargo, si existen patrones a partir de los cuales se puede definir a una banda como de geek rock, varios rasgos musicales en común existen entre los artistas de este género. Aunque existe un gran número de artistas que aún englobados en este subgénero utilizan técnicas musicales muy particulares, y alejadas de los estándares establecidos en el geek rock. Algunos ejemplos son el uso de elementos como sintetizadores, moogs y de teclados electrónicos, uso continuo de coros (y, a veces, el uso excesivo de coros femeninos, como en el caso de The Rentals), así como el uso idiosincrático de instrumentos que generalmente no están asociados al alt-rock, como acordeones (They Might Be Giants). Algunas de las bandas que más se identifican con este subgénero son Weezer, The Rentals, They Might Be Giants, Fountains of Wayne, Ozma, Nerf Herder, R.E.M. y The Aquabats. En estos últimos años, han salido bandas como The Minibosses, The Franchise, Lemon Demon y hellogoodbye que refrescaron al subgénero.
Otro factor que existe en común entre la amplia gama de bandas que forman parte de este subgénero, es el contenido lírico de sus canciones. Estas incluyen temas del aislamiento, soledad y amores fallidos. Algunas más hablan sobre temas de culto para los geeks, como lo es la ciencia ficción y la fantasía. Algunas bandas manejan un cierto enfoque a la cultura popular que se dio en la década de los 80.
En general las bandas de geek rock son estadounidenses y canadienses, pero existen bandas como Wir Sind Helden de Alemania y Marguls de México que representan al subgénero internacionalmente.
El término geek rock como se conoce actualmente es relativamente nuevo, apenas a mediados de la década de los 90 se empezó a utilizar. Sin embargo existen un gran número de bandas de los años 70 y 80 que pueden encasillarse en este subgénero y considerarse influencias, tal es el caso de Devo, XTC y Talking Heads. Y ya que este género muchas veces es determinado por la apariencia, Buddy Holly también puede ser considerado un Icono Geek.
Algunas otras bandas como Pixies, Ween, Grandaddy, The Decemberists, OK Go, Nada Surf, Beck, Moxy Früvous y The Young Knives se han autotitulado como Geek rockers.
Por otro lado en España se cuenta con la banda Airbag, con letras que incluyen referencias a Star Wars y cómics.